# West Midlands (region)
West Midlands, på svenska ibland även Västra Midlands, är en av Englands nio regioner. Den har drygt 6 miljoner invånare (2022) och har Birmingham som administrativt centrum. Detta område utgjorde även en valkrets för val till Europaparlamentet. 

## Indelning
- Herefordshire
- Shropshire
- Telford and Wrekin
- Staffordshire
- Stoke-on-Trent
- Warwickshire
- West Midlands (grevskapet)
  - Birmingham
  - Coventry
  - Dudley
  - Sandwell
  - Solihull
  - Walsall
  - Wolverhampton
- Worcestershire